# Гореня Вас (Загорє-об-Саві)
Гореня Вас (словен. Gorenja vas) — поселення в общині Загорє-об-Саві, Засавський регіон, Словенія. Висота над рівнем моря: 654,7 м.